# بايونيتا 3
بايونيتا 3 (بالإنجليزية: Bayonetta 3)‏ هي لعبة أكشن مغامرات من تطوير شركة بلاتينيوم غيمز ونشر نينتندو لصالح نينتندو سويتش، تم الإعلان عن اللعبة في ديسمبر 2017 وصدرت في 28 أكتوبر 2022.